# Seznam regionů ve státě Washington
Toto je seznam regionů ve státě Washington.

- Kolumbijská plošina
- Kitsapův poloostrov
- Okanogan County
- Olympijský poloostrov
- Ostrovy San Juan
- Poloostrov Long Beach
- Pugetův záliv
- Skagit Valley
- Střední Washington
- Tri-Cities
- Východní Washington
- Walla Walla Valley
- Yakima Valley
- Západní Washington